# 5956 d'Alembert
5956 d'Alembert este o planetă minoră (asteroid), cu un diametru de 12,277 km, din centura de asteroizi. A fost descoperită pe 13 februarie 1988 la Observatorul La Silla de Eric Walter Elst și a fost numită după Jean le Rond d'Alembert. 
Obiectul prezintă o orbită caracterizată de o semiaxă mare de 2,7105679 UAi, o excentricitate de 0,29, o înclinație de 8,97132 ° în raport cu ecliptica.